# مارتن بريمر
مارتن بريمر (بالألمانية: Martin Bremer)‏ هو منافس ألعاب قوى ألماني، ولد في 19 مارس 1970 في دورتموند في ألمانيا.

## وصلات خارجية
- مارتن بريمر على موقع الاتحاد الدولي لألعاب القوى (الإنجليزية)